# السعودية في دورة الألعاب الآسيوية 2010
شاركت المملكة العربية السعودية في الألعاب الآسيوية لعام 2010 وهي النسخة 16 من البطولة في قوانغتشو، صين في الفترة من 12 نوفمبر إلى 27 نوفمبر 2010. كما كانت هذة دورة الألعاب مميزة للسعودية حيث لم تشارك ابد نساء في الألعاب الاسيوية ماعد هذة الدورة حيث كانت دلما محسن 16 سنة أول فارسة سعودية تشارك في الألعاب الأولمبية. كما كان هناك أيضا 8 مشاركات نسائية لأول مرة في الفروسية من دول مثل قطر وبروناي.

## قائمة الميداليات
| الميدالية | الأسم                                                                          | الرياضة     | الحدث               | التاريخ   |
| --------- | ------------------------------------------------------------------------------ | ----------- | ------------------- | --------- |
| ذهبية     | رمزي حمد الدهامي خالد عبد العزيز العيد سعد حره عبد الله متعب عبد الله الشربتلي | ركوب الخيل  | فريق القفز          | 22 نوفمبر |
| ذهبية     | إسماعيل الصبياني محمد الصالحي حامد البيشي يوسف مسرحي                           | ألعاب القوي | 400 متر رجال        | 22 نوفمبر |
| ذهبية     | محمد شاوين                                                                     | ألعاب القوي | 1500 متر رجال       | 23 نوفمبر |
| ذهبية     | سلطان الحبشي                                                                   | ألعاب القوي | طلقات رجال          | 26 نوفمبر |
| ذهبية     | محمد ابراهيم                                                                   | ألعاب القوي | 400 متر رجال        | 26 نوفمبر |
| ذهبية     | رمزي حمد الدهامي                                                               | ركوب الخيل  | القفز الفردي        | 24 نوفمبر |
| فضية      | ياسر الناصري                                                                   | ألعاب القوي | 100 متر رجال        | 22 نوفمبر |
| فضية      | بندر يحيي                                                                      | ألعاب القوي | 400 متر حواجز رجال  | 25 نوفمبر |
| فضية      | عماد محمد المالكي                                                              | كاراتية     | وزن 55 كيلو - رجال  | 24 نوفمبر |
| برونزية   | يوسف مسرحي                                                                     | ألعاب القوى | 400 متر رجال        | 22 نوفمبر |
| برونزية   | علي أحمد العمري                                                                | ألعاب قوى   | 3000 متر رجال       | 24 نوفمبر |
| برونزية   | حسام طاهر السبا                                                                | ألعاب قوى   | قفز الطويل          | 24 نوفمبر |
| برونزية   | فهد الخاتمي                                                                    | كاراتية     | وزن 67 كيلو- رجال   | 25 نوفمبر |
| برونزية   | خالد عبد العزيز العيد                                                          | ركوب الخيل  | القفز الفردي - رجال | 24 نوفمبر |

## الدول المشاركة
شارك 92 رياضياً من 16 دولة في مسابقة الفروسية في دورة الألعاب الآسيوية لعام 2010.
- البحرين (1)
- بروناي (1)
- الصين (12)
- تايبيه الصينية (8)
- هونج كونج (10)
- الهند (1)
- اليابان (13)
- كازاخستان (4)
- ماليزيا (6)
- قطر (8)
- السعودية (4)
- سنغافورة (1)
- كوريا الجنوبية (12)
- سوريا (1)
- تايلاند (5)
- الامارات العربية المتحدة (5)

## وصلات خارجية
الموقع الرسمي للسعودية في الألعاب الألومبية